# Franklin megye (Vermont)
Franklin megye az Amerikai Egyesült Államokban, azon belül Vermont államban található. Megyeszékhelye St. Albans, mely egyben a legnagyobb városa is. Lakosainak száma 49 946 fő (2020. április 1.). Franklin megye Orleans, Brome-Missisquoi, Lamoille, Chittenden és Grand Isle megyékkel határos.

## Népesség
A megye népességének változása:
| Lakosok száma | 47 785 | 48 151 | 48 244 | 48 294 | 48 799 | 49 946 |
|               | 2010   | 2011   | 2012   | 2013   | 2015   | 2020   |